# Schlacht von Mărășești
1916:

Siebenbürgen (Hermannstadt) –
Kronstadt –
Turtucaia –
Dobritsch –
Cobadin (1) –
Flămânda-Offensive –
Cobadin (2) –
Târgu Jiu –
Argesch –
Rimnicul Sarat
1917:

Putna –
Oituz-Pass (1) –
Mărăști –
Mărășești –
Oituz-Pass (2)
Die Schlacht von Mărășești umfasst eine Reihe weiträumiger aber taktisch zusammenhängender Kämpfe im Raum Focșani, die sich vom 6. August (24. Juli) bis 3. September (21. August) 1917 im Kreis Vrancea zwischen den Flüssen Sereth und Putna mit Konzentration an der Linie Muncelu – Mărășești ereigneten. Sie wurde in der deutschen Weltkriegsgeschichtsschreibung traditionell als „Durchbruchsschlacht an der Putna und Sușita“ bezeichnet. Die seit Dezember 1916 intensivsten Kämpfe am rumänischen Kriegsschauplatz, die eine direkte Fortsetzung der Schlacht von Mărăști (22. Juli – 1. August) darstellten, erstreckten sich über einen Zeitraum von 29 Tagen, von denen nur an 16 Tagen größere militärische Aktionen stattfanden. Die großen Verluste bei der Offensive zwangen die Mittelmächte, ihre Angriffe an der rumänischen Front aufzugeben und dauerhaft in die Defensive überzugehen. Aus rumänischer Sicht handelt es sich um die bedeutendste Schlacht des Ersten Weltkriegs, die auch als „das rumänische Verdun“ charakterisiert wird.

## Hintergrund
Der Plan der Mittelmächte zielte im Sommer 1917 darauf ab, Rumänien vollständig zu besetzen, um die landwirtschaftlichen Ressourcen dieser Region und danach jener der westlichen Ukraine für die eigene Kriegsführung zu nutzen. Durch die Niederlage der russischen Truppen während der Tarnopol-Offensive und den Verlust der Bukowina mussten die russische 9. Armee (fünf Armeekorps) von der rumänischen Front abgezogen und nach Ostgalizien verlegt werden, wo sie die Flanke der zurückgehenden 8. Armee sichern sollte. Der zusätzliche Erfolg des linken Flügels der rumänischen 2. Armee bei Mărăşti zwang die Mittelmächte, ihre Pläne Anfang August zu überarbeiten. Die rumänische 2. Armee begann am 22. Juli eine Entlastungsoffensive gegen den rechten Flügel der k.u.k. 1. Armee (Generaloberst Rohr von Denta). Die betroffene Korpsgruppe Gerok (XXIV. Reserve-Korps) geriet in starke Bedrängnis. Die dort eingesetzte k.u.k. 1. Kavallerie-Division (FML. de Ruiz) sowie die deutsche 218. Infanterie-Division mussten sich aus dem Soveja-Becken durch das Putna- und Susita-Tal zurückziehen. Die deutsche 117. Infanterie-Division musste als Verstärkung zugeführt werden. Der im Hauptquartier der russischen 4. Armee geplante Angriff am Fluss Namoloasa musste ebenfalls aufgegeben werden, weil auch deren Truppen zuvor abgelöst werde sollten. Die in der nördlichen Moldau stehende rumänische Reservearmee sollte durch eine Neugliederung der Front einbezogen werden. Das Gros wurde im Raum Focșani vorgezogen, wo die rumänische 2. Armee am mittleren Sereth konzentriert war. Die russischen Truppen wurden nacheinander von der rumänischen 1. Armee unter General Constantin Cristescu abgelöst. Der größte Teil dieser Kräfte befanden sich noch im Raum Tecuci und mussten zuerst den Sereth überqueren, bevor sie die Russen im freigewordenen Raum ersetzen konnte. Die rumänische 5. Infanterie-Division kam zuerst am 6. August in Baltaretu an und sollte am Abend die Ablöse des russischen VII. Armeekorps beginnen, die Stellungen waren nach den Vorkämpfen von Anfang August noch nicht durchgängig gefestigt und tief genug ausgebaut.

### Angriffsplan
Der Plan von Generalfeldmarschall August von Mackensen, dem Oberbefehlshaber der rumänischen Heeresgruppe sah vor, dass die Offensive im Raum nördlich Focșani konzentriert werden sollte, gleichzeitig sollte ein Angriff der k.u.k. Truppen im Oituz-Tal erfolgen. Der Hauptschlag wurde der deutschen 9. Armee (General Johannes von Eben) zugewiesen, deren Truppen sollte gegen das westliche Ufer des Sereth und auf der Linie Focșani – Mărășești – Adjud durchbrechen. Nach Erreichen der Linie Mărășești – Panciu sollte die links eingesetzte rumänische 2. Armee durch einen Vorstoß auf Racoasa nach Westen zum Gebirge abgedrängt und im Zusammenwirken mit der k.u.k. 1. Armee der Heeresgruppe Erzherzog Joseph eingekesselt werden, während die rechts gestaffelten Divisionen zunächst den Sereth-Brückenkopf bei Tecuciu auf die Linie Movileni—Negrilesci erweitern sollten.
Für die Offensive wurde die deutsche 9. Armee auf 174 Bataillone, 16 Eskadron, 150 Batterien (davon 31 schwere) gebracht, wobei die Verstärkungen von der Westfront und der italienischen Front herangebracht wurden. Die Streitkräfte im Angriffs-Abschnitt zählten 13 Divisionen mit 102 Bataillone, 10 Eskadronen, 24 Pionier-Kompanien, 2 Panzerwagen, 1.135 Maschinengewehre, 356 Mörser, 213 Feldgeschütze und 122 schwere Kanonen. General von Eben beschloss, den Hauptschlag mit dem I. Reserve-Korps (6 Divisionen) zu führen, während das XVIII. Reserve-Korps (3 Divisionen) zu seiner Linken die ihm gegenüberliegenden Entente-Truppen binden musste. Der linke Flügel der 9. Armee wurde durch 2 Divisionen der Ramnic-Gruppe defensiv gesichert. Der Angriff wurde auf einer Breite von etwa 35 km angesetzt und begann wegen Zeitdruck, obwohl die volle Konzentration aller Kräfte noch nicht erreicht war. Als Reserve fungierte eine deutsche und einer österreichisch-ungarische Division, sobald das frisch von der Westfront kommende Alpenkorps eingetroffen war, sollte der Angriff beginnen.
Die rumänisch-russischen Streitkräfte waren bedeutend: Einerseits bestand die russische 4. Armee aus 84 Bataillonen, 32 Schwadronen, 79 Batterien (9 schwere) mit 280 Feld- und 36 schwere Geschützen – und die rumänische 1. Armee – aus fünf Infanterie- und einer Kavallerie-Division, drei Brigaden mit 78 Bataillonen, 58 Schwadronen und 36 Batterien mit 114 Kanonen, 10 Mörsern und 7 Flugabwehrgeschützen. Gegenüber dem deutschen I. Reservekorps lag die russische 4. Armee mit dem VIII. Armeekorps (3 Divisionen) rechts und dem VII. Armeekorps (2 Divisionen) am linken Flügel. Die Reserve bestand aus einer Infanterie- und einer Kavallerie-Division. Die in der folgenden Konfrontation defensiv bleibende russische 6. Armee hatte rechts von der neu eingeschobenen rumänischen 1. Armee ihre Front bis Liesci zu verlängern. Hierdurch wurden Reservekräfte unter General Cristescu gewonnen, die aus der Hauptreserve durch die 10. Infanterie-Division verstärkt wurde, um bei Clipicesci das zuerst abgehende russische XXX. und später das VII. Armeekorps abzulösen.

## Beteiligte Streitkräfte

### Mittelmächte
Deutsche 9. Armee – General der Infanterie Johannes von Eben

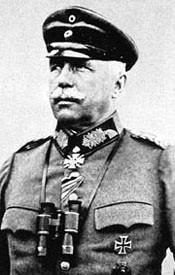
Johannes von Eben als General der Infanterie

I. Reserve-Korps, General Curt von Morgen
- Bayerische 12. Infanterie-Division, Generalmajor Karl von Nagel zu Aichberg
- 76. Reserve-Division, Generalleutnant Hugo Elstermann von Elster
- 89. Infanterie-Division, Generalleutnant Richard Hermann Vogel
- 216. Infanterie-Division, Generalleutnant Detlev Vett

XVIII. Reserve-Korps, Generalleutnant Karl von Wenninger
- 115. Infanterie-Division, Generalleutnant Alfred von Kleist
- k.u.k. 62. Division, FML. Adolf Brunswik
- 217. Infanterie-Division, Generalmajor Kurt von Gallwitz gen. Dreyling

Reserve
- Alpenkorps, Generalleutnant Leo Sontag
- 212. Infanterie-Division, Generalmajor Franz Franke
- k.u.k. 13. Division, FML Franz Kalser von Maasfeld

### Entente
Rumänische 1. Armee, General Constantin Cristescu, ab 12. August General Grigorescu

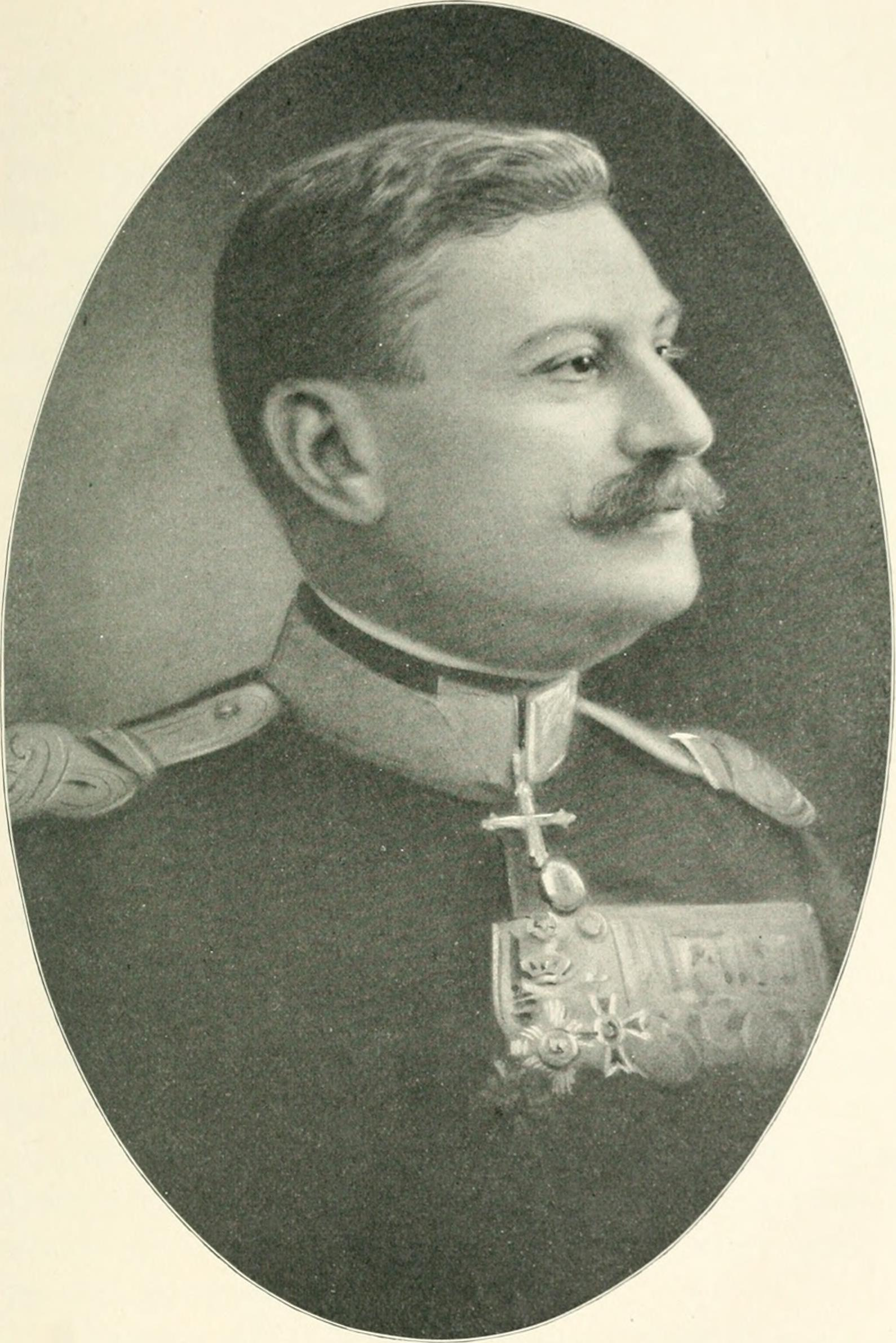
Eremia Grigorescu

III. Armeekorps, General Constantin Iancovescu, ab 12. August General Aristide Razu
- 14. Infanteriedivision, General Grigore Bunescu
- 9. Infanteriedivision, General Constantin Scărişoreanu

VI. Armeekorps, General Eremia Grigorescu
- 10. Infanteriedivision, General Henri Cihoski
- 5. Infanteriedivision, General Aristide Razu
- 13. Infanteriedivision, General Ioan Popescu

V. Armeekorps, General Ioan Istrate
- 15. Infanteriedivision,
- 12. Infanteriedivision,
- russische 80. Infanterie-Division, Generalleutnant Michail Dmitrjewitsch Kitschenko

Heeresreserve:
- 1. Kavalleriedivision,
- 2. Kavalleriedivision,
- Grenzschutz-Brigade und 1. Calarasi-Brigade

Russische 4. Armee, General der Infanterie Alexander Ragosa
VII. Armeekorps, Generalleutnant Nikolai Leontjewitsch Junakow
- 13. Infanterie-Division, Generalmajor Dmitri Dmitrjewitsch Dschenejew
- 34. Infanterie-Division, Generalleutnant Nikolai Petrowitsch Stremuchow

VIII. Armeekorps, Generalleutnant Andrei Georgjewitsch Jelchaninov
- 14. Infanterie-Division, Generalleutnant Wladimir Iwanowitsch Sokolow
- 15. Infanterie-Division,

XXX. Armeekorps, Generalleutnant Alexander Nilowitsch Gawrilow
- 103. und 124. Infanterie-Division

Reserve:
- Trans-Amur-Kavallerie-Division
- 71. Infanterie-Division, Generalmajor Pawel Grigorjewitsch Kantzerow

## Die Schlacht

### Erste Phase vom 6. bis 12. August

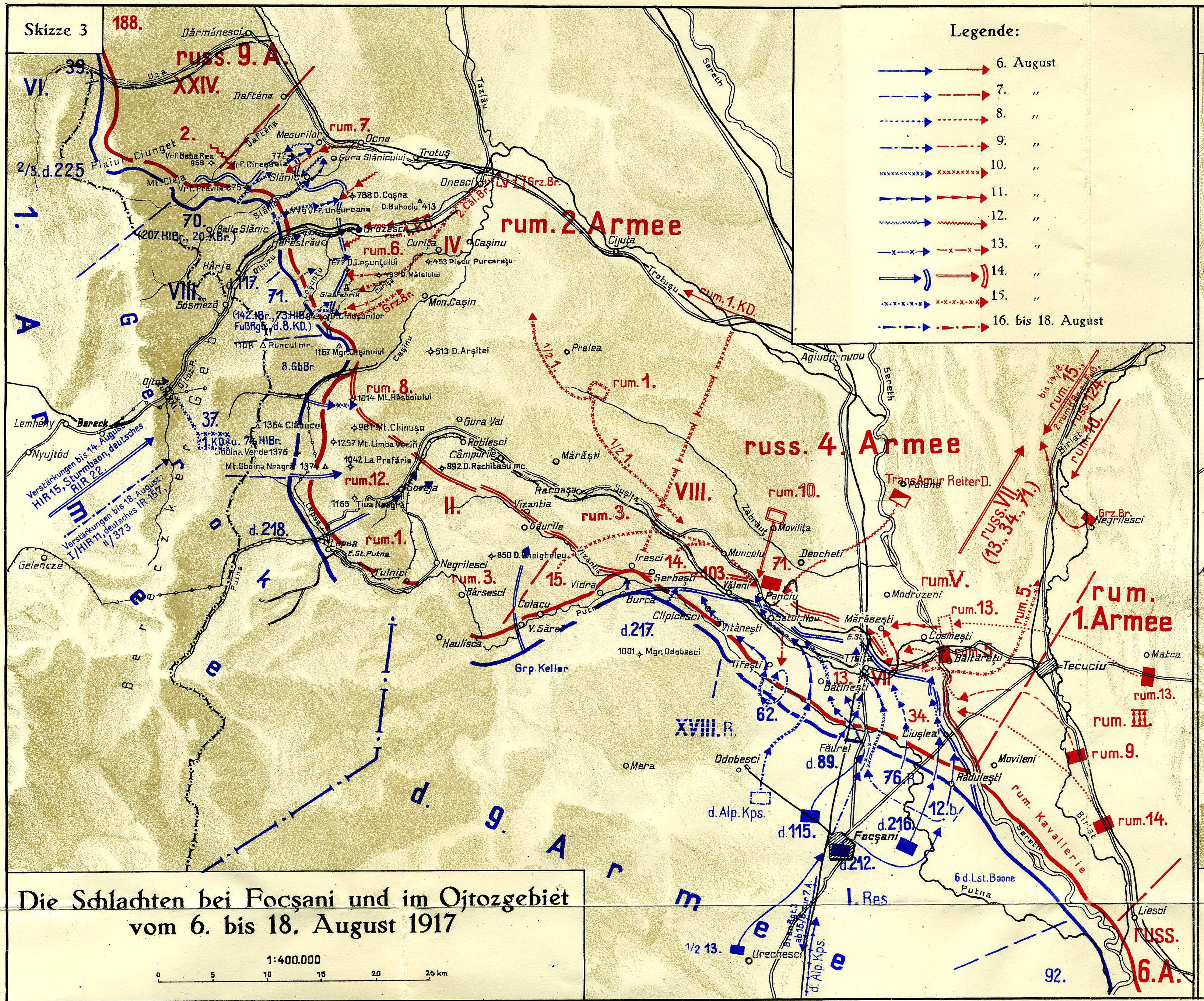
Erste Schlachtphase 6. bis 18. August

Die Offensive der 9. Armee ging eine schlagkräftige Artillerievorbereitung voraus, die am 6. August (24. Juli) um 4:30 Uhr begann. Um 07:30 Uhr griff das I. Reserve-Korps (General von Morgen) bei Radulesci mit der 76. und 89. Infanterie-Division an, in der zweiten Staffel folgten zwei weitere Divisionen. Links wurde das XVIII. Reserve-Korps mit der 217. Infanterie-Division angesetzt, in der Mitte die 89. und die 76. Reserve-Division, am rechten Flügel die 216. Infanterie-Division, dahinter stand die 212. Infanterie-Division als Eingriffs-Reserve zur Verfügung. Die gegnerische Front, die von der russischen 13. und 34. Infanterie-Division verteidigt wurde, wurde durchbrochen und ein 10 km tiefer Einbruch erreicht. Die Russen mussten sich östlich des Sereth ungeordnet zurückziehen und zogen als Verstärkung die in Reserve stehende 71. Division nach Mărășești nach vorne. Auf Ersuchen des russischen Kommandos, gab General Christescu den Befehl, dass Generalmajor Eremia Grigorescu mit seinem VI. Korps (5. und 9. Infanterie-Division) sofort intervenieren sollte, um das Ostufer des Sereth Flusses halten zu können. Die 32. Infanterie-Regiment „Mircea“ und das 8. Infanterie-Regiment „Buzau“ griffen die Truppen der Mittelmächte auf der Linie Moara Alba – Doaga – Furceni an und hielten deren Vorgehen auf. Da die Chancen, die Überquerung des Flusses Sereth zu erzwingen, am Morgen des 7. August sehr gering waren, leitete das deutsche Kommando die Offensive mit vier Divisionen nach Norden um. Die Angriffe konzentrierten sich gegen die rumänische 5. Infanteriedivision, welche alle Angriff aber zurückschlagen konnte. Am 8. August gruppierte General von Eben den Angriff weiter nach Westen, von russischen Einheiten gehaltene Front. Am Abend mussten sich diese zurückziehen, ein russisches Regiment wurde dabei aufgerieben. Am 9. August um 19.00 Uhr startete der nächste deutsche Angriff nach einer mächtigen Artillerie-Vorbereitung, die der rumänischen 9. Division schwere Verluste zufügte.
Am 10. August folgte der Gegenangriff der Entente, General Christescu und General Ragosa beschlossen, jeweils mit einem Korps den am 7. August gebildeten deutschen Frontvorsprung in die Flanke zu treffen. Noch am Vormittag des 10. hatte die deutsche 9. Armee den russischen Sektor angegriffen, gewann dort aber nur wenig an Gelände. Um 17.00 Uhr startete die rumänisch-russische Infanterie nach langer Artillerievorbereitung ihren Angriff. Die 9. Infanteriedivision drang in die vordere deutsche Linie ein, musste diese aber wegen zu hoher Verluste wieder aufgeben. Verstärkt mit einem Regiment der rumänischen 13. Infanteriedivision wurde der Angriff dann fortgesetzt, jedoch wieder ohne Erfolg. Die 5. Infanteriedivision und ein Regiment der 14. Infanteriedivision schafften es nochmalig in die deutschen Stellungen einzudringen, konnten ihre Positionen aber nicht lange halten. Das rumänische 8. Infanterie- und das 3. Jäger-Regiment konnten für kurze Zeit das Dorf Doaga besetzen, wurden dann aber zurückgeworfen. Ähnlich war die Situation im Abschnitt der russischen 4. Armee. Die Gegenangriffe hatte die Kampfkraft der deutschen 76., 89. und 115. Infanterie-Division aber bedeutend verringert, jener Verbände, welche bisher die Hauptlast des Angriffs getragen hatten. General von Eben bemerkte die Erschöpfung beim I. Reserve-Korps und entschloss sich, den nächsten Hauptschlag dem XVIII. Reserve-Korps zu übertragen. Die Divisionen des Korps Wenniger griffen am 12. August gegen die Front der rumänischen 5. Infanteriedivision an und konzentrierten ihre Kräfte gegen die russische 4. Armee. Als der Ort Panciu in deutsche Hand fiel, wollte General Ragosa die russisch-rumänische Front bereits in den Raum nördlich von Mărășești zurückziehen, gab die Idee dann aber nach Zusage rumänischer Verstärkungen wieder auf.

### Zweite Phase vom 13. bis 19. August
Die am 13. August (31. Juli) eingeleitete zweite Phase wurde mit einer Offensive der Deutschen in der Region nördlich von Panciu eröffnet, wohin die russischen Truppen zurückgegangen waren. General Ragosa befahl die neue Ausrichtung der Truppen auf einer Linie 6 Kilometer hinter der Front, was die Aufgabe der Stadt Mărășești bedeutet hätte, eine Maßnahme, die von General Grigorescu in Frage gestellt wurde. Beim Armeekommando entstand durch diesen Konflikt eine zusätzliche Krise, die vom Oberkommando durch eine neue Befehlshierarchie gelöst wurde. Anstatt Ragosa erhielt im zentralen Abschnitt der rumänische General die oberste Führung.
Am nächsten Tag befahl General von Eben dem I. Reserve-Korps, den rumänischen Frontvorsprung im Bereich des Gehölzes von Prisaca zu beseitigen und die Sereth-Brücke bei Cozmesti zu stürmen. Gleichzeitig sollte das XVIII. Reserve-Korps im Zabraut-Tal gegen das russische VIII. Armeekorps angreifen. Nach starker Artillerievorbereitung begann der deutsche Angriff; Brigadegeneral Cihoski, der Kommandeur der rumänischen 10. Infanteriedivision, schickte den Russen das 10. Jäger-Regiment als Verstärkung. Diese Maßnahme forderte beim deutschen Alpenkorps bedeutende Verluste, besonders im sich entfaltendem Nahkampf. Das russische VIII. Korps war gezwungen, sich nördlich von Iresti und Straoani zurückzuziehen. Die Soldaten des Jäger-Regiments konnten die Höhe 334 einnehmen, mussten sich dann aber wegen heftigen Artilleriebeschuss wieder zurückziehen. Das rumänische 38. Infanterieregiment griff im Susita-Tal entlastend ein, für diesen Gegenstoß erhielt Oberstleutnant Gheorghe Cornescu später den Mihai Viteazul Orden 3. Klasse. Die rumänische 5. Infanteriedivision war in den letzten Kampftagen auf ein Drittel ihrer Mannschaftsstärke reduziert worden, ihre Stellungen im Wald von Prisaca lagen im wirksamen Bereich der deutschen Artillerie. Um 17.00 Uhr begann der nächste deutsche Vorstoß mit zwei Divisionen. Die Reserven sowie ein Regiment der 14. Infanteriedivision mussten intervenierten und stoppten den deutschen Vormarsch nördlich des Prisaca-Waldes. Die erschöpfte 5. Infanteriedivision wurde aus der ersten Reihe gezogen, die Brücke in Cozmesti wurde rechtzeitig gesprengt.
Am 14. August rückten die deutschen Verbände einige Kilometer im Gebiet von Chicera vor; neuerlich bestand die Gefahr, dass die dortige Abwehr durchbrochen würde. Ein rumänischer Gegenangriff der sich hinter dem russischen Abschnitt entwickelte, half diese gefährliche Situation zu meistern. Zur gleichen Zeit setzte General von Morgen eine Gruppe deutscher Soldaten an, um die rumänischen Stellungen anzugreifen, die den Schutz der Brücke von Cosmeşti übernommen hatten.
Am 15. August setzte das XVIII. Reservekorps die Offensive fort und schaffte es, an der Naht zwischen der 10. Infanteriedivision und der russischen Division zu seiner Rechten einen Durchbruch zu erzielen. Das 10. Jäger-Regiment, unterstützt von 10 rumänischen und 3 russischen Batterien, griff ein und bereinigte die bedrohliche Lage. Mit seinem linken Flügel drang das XVIII. Korps in Muncelu ein und zwang die Russen zum Rückzug. Damit war die Verbindung zwischen den beiden rumänischen Armeen bedroht. Die rumänische 2. Armee setzte Teilen des 2. Jäger-Regiments, zwei weitere Bataillone und 3 Batterien ein, die zusammen mit einer russischen Kavalleriedivision die Kontrolle über das Dorf zurückerlangen sollte. Am nächsten Tag besetzten deutsche Truppen den Ort Muncelu, mussten sich aber nach dem Angriff der rumänischen Kampfgruppe des Obersten Alexandru Alexius wieder zurückziehen.
Am 19. August nahmen die Deutschen die Offensive wieder auf und griffen mit 5 Divisionen des I. Reserve-Korps in Richtung Mărășești und mit dem XVIII. Reservekorps in Richtung Panciu-Muncelu an. An diesem Tag erreichte die Schlacht von Mărășești ihren Höhepunkt; die rumänische 1. Armee setzte 53 rumänische und 21 russische leichte und 19 schwere Batterien ein. Der Schwerpunkt des neuen Angriffs von drei Divisionen lag im Sektor zwischen Mărășești und dem Wald von Razoare, der von der 9. und 13. rumänischen Infanteriedivision verteidigt wurde. Dieser Angriff fand zeitgleich mit dem Angriff der k.u.k. 1. Armee am Oituz-Abschnitt statt und versuchte neuerlich, die rumänischen und russischen Streitkräfte zum Gebirge abzudrängen. Der gewaltige Artilleriebeschuss begann bei Tagesanbruch, nachdem zunächst Gaspatronen hauptsächlich gegen den rumänischen Abschnitt abgefeuert wurden. Die Mittelmächte griffen mit 4 deutschen und 1 österreichisch-ungarischen Division gegen die rumänische 9., 10. und 13. Division, sowie die russische 14. und 103. Infanterie-Division an. Der Hauptschlag richtete sich gegen den Sektor 3 km östlich von Mărășești. Die Deutschen drangen in der Mitte 2 km tief in der rumänischen Stellung in Richtung des Sereth-Tals ein. Die Deutschen griffen bei Mărășești heftig an, erreichten aber nur den Bahnhof am südlichen Stadtrand, die rumänische Artillerie verursachte dabei schwere Verluste. Die rumänische 1. Armee erhielt die 11. Infanteriedivision als Verstärkung und konnte die deutschen Angriffe in einem konvergierenden Gegenangriff zurückwerfen. General der Infanterie von Eben entschied noch am Abend des 19. August, dass die Fortsetzung der Offensive nicht mehr möglich sei, da seine Armee die Ziele nicht erreichen konnte.
Es folgte eine Woche Kampfpause, die beide Seiten zur Neuorganisation nutzten. Die 9. Armee wechselte erneut den Hauptsektor des Angriffs. Das XVIII. Reservekorps wurde mit 3 Divisionen und der gesamten schweren Artillerie, die der Armee zur Verfügung stand, verstärkt. Generalmajor Eremia Grigorescu formierte seine Truppen neu: So bildete das russische VIII. Korps jetzt den rechten Flügel der Armee im Raum Muncelu. Es hatte zwei Divisionen in der ersten Zeile und zwei Reformen im Hintergrund. Das rumänische V. Korps (10. und 15. Infanteriedivision) hielt die Front bis zum Bahnhof Mărășești, wo es sich mit dem III. Korps (14. Infanteriedivision) verband zwischen Mărășești und dem Fluss Sereth gelegen. Östlich des Flusses befand sich das Kavalleriekorps (1. und 6. Rosiori-Brigade, 2. Kavalleriedivision und eine Brigade der 5. Infanteriedivision). Die Reserve der Armee bestand aus der 9., 11. und 13. Infanteriedivision und der anderen Brigade der 5. Division.

### Dritte Phase vom 28. August bis 3. September

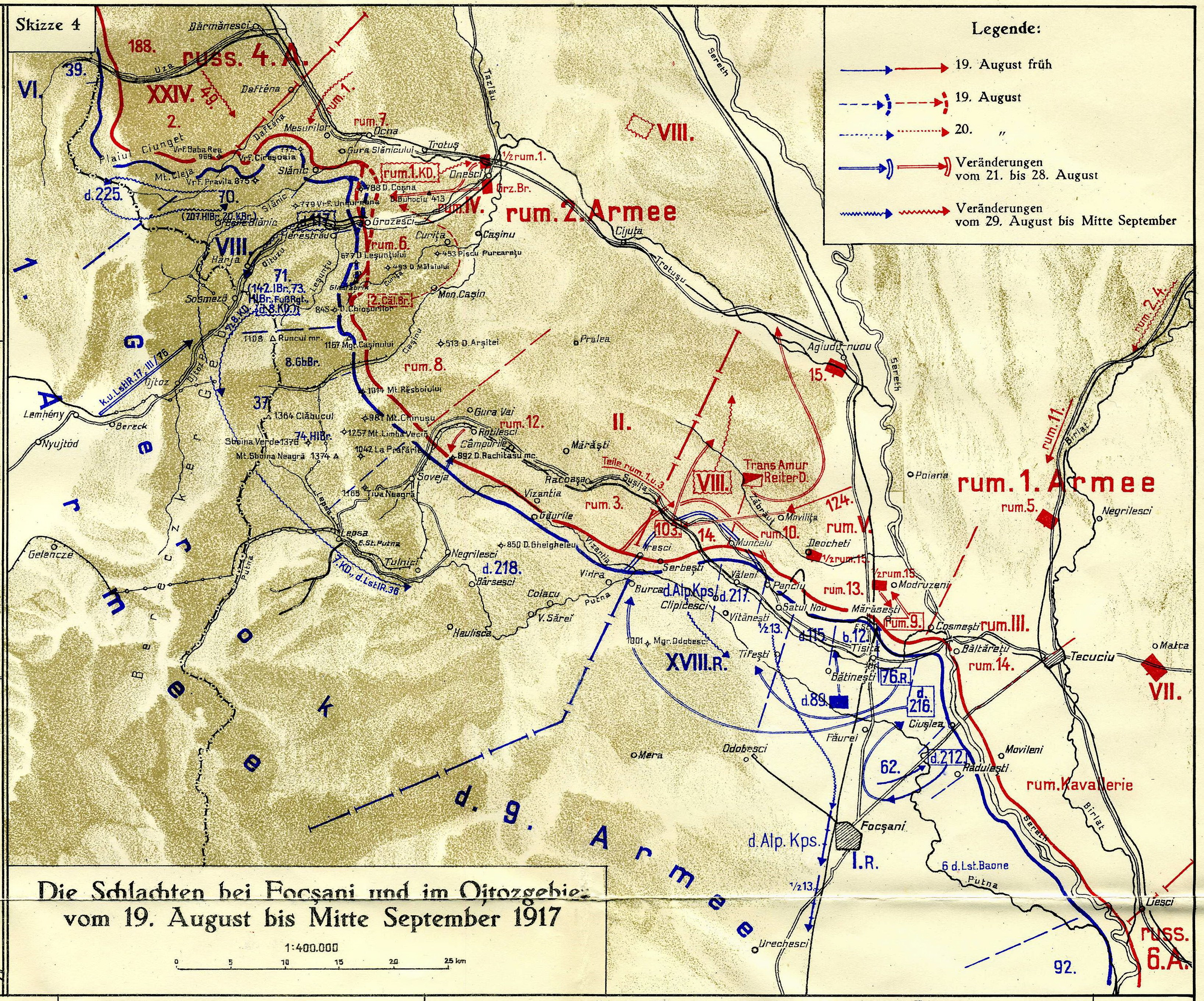
Dritte Schlachtphase 28. August bis 3. September

In Rumänien wird die dritte, entscheidende Phase der Kämpfe auch als „Schlacht von Varniţa und Muncelu“ (Bătălia de la Varniţa şi Muncelu) bezeichnet.
Angesichts der hohen Verluste, die aufgrund der Kriegslage an anderen Fronten auch nicht ersetzt werden konnten, sollte die deutsche Offensive laut Mackensens Vorgabe vom 22. August mit der Eroberung des strategisch bedeutenden Dorfes Muncelu (5 km nordwestlich von Panciu) fortgesetzt werden, während die bisher gescheiterten Versuche einer Eroberung von Mărășești aufgegeben wurden.
Die neue Offensive des XVIII. Reserve-Korps begann am 28. August im Bereich des russischen VIII. Korps, das der Kommandeur Karl von Wenninger als Schwachstelle der rumänischen Front ausgemacht hatte. Um 9.00 Uhr drangen die deutschen Truppen zwischen die beiden russischen Divisionen ein und zwangen diese zu einem chaotischen Rückzug. Der Angriff des Alpenkorps und der 216. Infanterie-Division, an dem sich nach wenigen Stunden auch die 76. Reserve-Division beteiligte, konnte in hartnäckigen Kämpfen den Ort Muncelu und die Höhen nordwestlich davon nehmen und gegen Gegenangriffe behaupten. Zwei Regimenter der rumänischen 3. Infanteriedivision der 2. Armee griffen ein und schafften es, gemeinsam mit den russischen Reserven den deutschen Vormarsch zu stoppen.

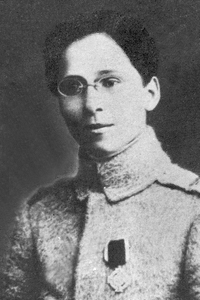
Ecaterina Teodoroiu

Am nächsten Tag bereitete General Grigorescu einen Gegenangriff in der Gegend von Muncelu vor, um die von den Deutschen verursachte Ausbuchtung zu beseitigen. Er stellte dafür die russische 80. Division, die rumänische 9. Infanteriedivision, ein Regiment der 13. und ein weiteres der 15. Division zur Verfügung. Der Angriff begann um 08:00 Uhr von Norden und Westen, fand aber die Deutschen zu einem eigenen Angriff bereit und wurde zurückgeschlagen. Der zweite um 17:00 Uhr gestartete Angriff wurde ebenfalls abgewiesen. Die deutschen Truppen zwangen den rechten Flügel der russischen 124. Division zum Rückzug. Zwei Bataillone der 2. Armee griffen darauf ein und stellten die Lage bis zum Einbruch der Nacht wieder her. Die rumänische 11. und 13. Infanteriedivision marschierten zusätzlich als starker Rückhalt hinter dem bedrohten Abschnitt auf. Teile der 5. Division gingen auf das westliche Sereth-Ufer über. Am 30. August setzte das deutsche XVIII. Reservekorps den Angriff fort und konnten zwischen dem 18. Infanterie-Regiment „Gori“ und dem 2. Jäger-Regiment der rumänischen 2. Armee eindringen. Das 34. Infanterie-Regiment „Constanţa“, das zur 9. Division der rumänischen 1. Armee gehörte, ging zum Gegenangriff über und füllte diese Lücke. Das russische VIII. Korps wurde am 31. August mit der rumänischen 13. Infanteriedivision verstärkt, witterungsbedingt kam es aber zu keinen Kämpfen. General Eremia Grigorescu unterstellte die 9. Infanteriedivision und eine russische Division für einen neuen Angriff dem Kommando der 13. Division. Diese Gruppe unter Führung von General Popescu griff am 1. September an, die Artillerie eröffnete um 06:00 Uhr die Schlacht. Die gesamte schwere Artillerie der Armee stand der Gruppe zur Verfügung, ebenso die Artillerie der beiden anderen russischen Divisionen. Nach einer Stunde griffen die 9. und 13. Division von Westen und aus dem Norden die 3. Infanteriedivision (von der 2. Armee) unter Leitung von Brigadegeneral Margineanu an. Nach heftigen Kämpfen rückte die 13. Division bis auf 200 Meter an das Dorf Muncelu heran. Das XVIII. Reserve-Korps konterte im Abschnitt der 3. Infanteriedivision, wurde aber aufgehalten. Am folgenden Tag ertrug die rumänische 3. Division neuerlich die Hauptlast der Angriffe der deutschen 9. Armee. Das Hauptziel der deutschen Truppen war die Höhe von Porcului, die vom rumänischen 30. Infanterie-Regiment „Muscel“ verteidigt wurde. Dieses verlor zunächst seine Positionen, wurde aber durch einen Gegenangriff der Reserve eines russischen Regiments rechtzeitig gestützt, um den deutschen Angriff letztlich abzuschlagen. Dieser Angriff war die letzte größere Operation der deutschen 9. Armee im Abschnitt Mărășești.
Die großen Verluste der Offensive zwangen die Mittelmächte, ihre Angriffe an der rumänischen Front aufzugeben und in die Defensive überzugehen. Generalfeldmarschall von Mackensen befahl, die immer verlustreicheren Angriffe zu beenden. Am 3. September befahl General von Eben dem I. und dem XVIII. Reservekorps dementsprechend, die Angriffe einzustellen und die eroberten Linien zum dauerhaften Halten auszubauen. Die Kämpfe gingen in den folgenden Tagen mit geringerer Intensität weiter, mit lokalen Angriffen und Gegenangriffen. Insbesondere die Rumänen führten ihre Rückeroberungsversuche noch bis zum 8. September erfolglos weiter. In dieser Endphase der Schlacht wurde am Abend des 3. September auf rumänischer Seite die später zur Nationalheldin verklärte Freiwillige Leutnant Ecaterina Teodoroiu (1894–1917) beim Abstieg von der Secului-Höhe (Dealul Secului) durch deutsches Maschinengewehrfeuer getötet. In unmittelbarer Nähe starb auf deutscher Seite am 8. September Generalleutnant Karl von Wenninger während der Inspektion einer Vorpostenstellung bei der Detonation einer rumänischen Artillerie-Granate. Der Tod Wenningers, der die für die Deutschen teilweise erfolgreichen Angriffe der letzten Schlachtphase maßgeblich geplant und geleitet hatte, beraubte die deutsche Seite ihres wichtigsten taktischen Befehlshabers.

## Verluste und Folgen

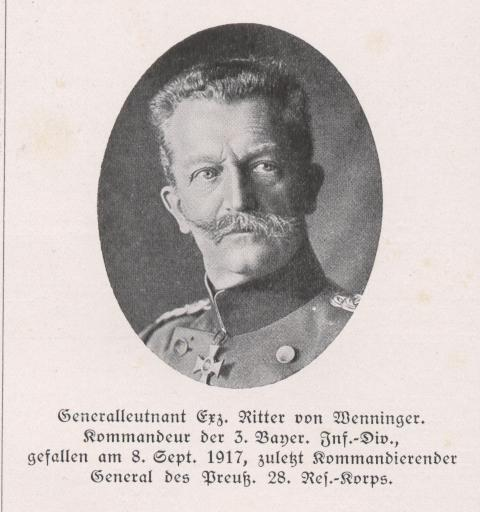
Karl von Wenninger

Die eigentliche Schlacht von Mărășești dauerte 29 Tage, von denen nur an 16 Tagen gekämpft wurde und 13 relativ ruhig verliefen. Die deutschen Truppen waren 6–7 km tief vorwärtsgekommen, aber zu einem hohen Preis und ohne ein taktisches Ziel zu erreichen. Die Rumänen konnten nach dem Abwehrerfolg ihre Linien verstärken. Die deutschen Opfer beliefen sich auf rund 60.000 Mann (getötet, verwundet und vermisst). Die rumänische 1. Armee verlor 27.410 Soldaten (16 %) von ursprünglich 170.000 Soldaten: 5.125 Tote (125 Offiziere, 5000 Soldaten), 9818 Vermisste (118 Offiziere, 9700 Soldaten) und 12.467 Verwundete (367 Offiziere, 12.100 Soldaten). Die russische 4. Armee verlor 25.620 Soldaten: 7083 Tote (83 Offiziere, 7000 Soldaten), 8167 Vermisste (167 Offiziere, 8000 Soldaten) und 10.500 Verwundete (400 Offiziere, 10.100 Soldaten).
Mărășești war die bis dahin wichtigste Schlacht, die von der rumänischen Armee geschlagen wurde. Es war gelungen, die beabsichtigte deutsche Invasion in den russischen Teil Moldawiens zu verhindern. Nach dem Krieg schrieb General Kurt von Morgen in seinen Memoiren: „Der Widerstand des Feindes, insbesondere der Rumänen, war ungewöhnlich gewagt und manifestierte sich in den 14 Tagen des Kampfes durch 61 Gegenangriffe, sie führten diese hauptsächlich im Bajonettkampf.“

## Gedenken
Im nationalen Bewusstsein der Rumänen blieb die Schlacht von Mărăşeşti ein Sieg des rumänischen Heldentums, wobei General Eremia Grigorescu sowie die Kriegsheldin Ecaterina Teodoroiu besonders hervorgehoben werden.
Auf dem Schlachtfeld erinnert unmittelbar bei Mărășești auf einem 1921 von dem Großgrundbesitzer und Bürgermeister Gheorghe Ulisses Negropontes († 1945) gestifteten Grundstück das ab 1923 errichtete und 1938 eingeweihte „Helden-Mausoleum“ (Mausoleul Eroilor) an die Schlacht. In 154 Einzelgräbern und 9 Sammelgräbern sind darin die Gebeine von 5073 Gefallenen bestattet. Zu der auch als „Kirche des rumänischen Volkes“ bezeichneten Anlage, in deren Zentrum sich das Grab von Eremia Grigorescu befindet, gehört auch ein benachbartes Kriegsmuseum, in dem auch Erinnerungsstücke an Ecaterina Teodoroiu gezeigt werden.